# Nez de Bœuf
Le Nez de Bœuf est un sommet montagneux de l'île de La Réunion, département d'outre-mer français dans l'océan Indien. Situé sur la frontière communale entre Le Tampon à l'est et Saint-Joseph à l'ouest, il culmine à 2 136 mètres d'altitude le long du rempart occidental qui place la plaine des Cafres en surplomb de la vallée encaissée de la rivière des Remparts, un fleuve du massif du Piton de la Fournaise s'écoulant depuis le nord jusqu'au centre-ville de Saint-Joseph, sur la côte. Il est situé sur une frontière du parc national de La Réunion. On l'atteint par la route forestière du Volcan, qui le longe en montant de Bourg-Murat jusqu'au col de montagne appelé pas des Sables. Une ancienne canalisation qui acheminait l'eau de la source du Nez de Bœuf jusqu'à Notre-Dame-de-la-Paix longe le rempart en contrebas.